# EKZ CrossTour 2017-2018
Navigation
2016-2017 2018-2019
L'EKZ CrossTour 2017-2018 est la quatrième édition de l’EKZ CrossTour. Il a lieu du 17 septembre 2017 à Baden au 2 janvier 2018 à Meilen. Elle comprend cinq manches masculines et féminines. Toutes les épreuves font partie du calendrier de la saison de cyclo-cross masculine 2017-2018 masculine et féminine.

## Barème
Tous les participants de chaque course marquent des points pour le classement général suivant le tableau suivant :
| Position           | 1er | 2e | 3e | 4e | 5e | 6e | 7e | 8e | 9e | 10e | 11e | 12e | 13e | 14e | 15e | etc.      | à partir du 35e |
| Classement général | 100 | 80 | 70 | 65 | 60 | 58 | 56 | 54 | 52 | 50  | 48  | 46  | 44  | 42  | 40  | 38, 36... | 1               |

## Calendrier
| # | Date         | Course     |
| - | ------------ | ---------- |
| 1 | 17 septembre | Baden      |
| 2 | 1er octobre  | Berne      |
| 3 | 15 octobre   | Aigle      |
| 4 | 29 octobre   | Hittnau    |
| 5 | 10 décembre  | Eschenbach |
| 6 | 2 janvier    | Meilen     |

## Hommes élites

### Résultats
| # | Date         | Lieu       | Vainqueur        | Deuxième           | Troisième        | Leader du classement général |
| - | ------------ | ---------- | ---------------- | ------------------ | ---------------- | ---------------------------- |
| 1 | 17 septembre | Baden      | Klaas Vantornout | Nicola Rohrbach    | Nicolas Cleppe   | Klaas Vantornout             |
| 2 | 1er octobre  | Berne      | Marcel Wildhaber | Simon Zahner       | Corné van Kessel | Marcel Wildhaber             |
| 3 | 15 octobre   | Aigle      | Marcel Wildhaber | Simon Zahner       | Wietse Bosmans   | Marcel Wildhaber             |
| 4 | 29 octobre   | Hittnau    | Marcel Meisen    | Fabien Canal       | Nicola Rohrbach  | Marcel Wildhaber             |
| 5 | 10 décembre  | Eschenbach | Marcel Meisen    | David van der Poel | Fabien Canal     | Marcel Wildhaber             |
| 6 | 2 janvier    | Meilen     | Quinten Hermans  | David van der Poel | Fabien Canal     | Marcel Wildhaber             |

### Classement général
| Position | Coureur           | Points |
| -------- | ----------------- | ------ |
| 1        | Marcel Wildhaber  | 406    |
| 2        | Simon Zahner      | 370    |
| 3        | Nicola Rohrbach   | 361    |
| 4        | Tomáš Paprstka    | 305    |
| 5        | Fabien Canal      | 302    |
| 6        | Severin Sägesser  | 300    |
| 7        | Marcel Meisen     | 300    |
| 8        | Jan Nesvadba      | 246    |
| 9        | Michael Wildhaber | 240    |
| 10       | Timon Rüegg       | 228    |

## Femmes élites

### Résultats
| # | Date         | Lieu       | Vainqueur       | Deuxième          | Troisième              | Leader du classement général |
| - | ------------ | ---------- | --------------- | ----------------- | ---------------------- | ---------------------------- |
| 1 | 17 septembre | Baden      | Annemarie Worst | Pavla Havlikova   | Laura Verdonschot      | Annemarie Worst              |
| 2 | 1er octobre  | Berne      | Jolanda Neff    | Pavla Havlikova   | Lucie Chainel          | Pavla Havlikova              |
| 3 | 15 octobre   | Aigle      | Helen Wyman     | Pavla Havlikova   | Jasmin Egger-Achermann | Pavla Havlikova              |
| 4 | 29 octobre   | Hittnau    | Lucie Chainel   | Pavla Havlikova   | Jasmin Egger-Achermann | Pavla Havlikova              |
| 5 | 10 décembre  | Eschenbach | Eva Lechner     | Jolanda Neff      | Nicole Koller          | Pavla Havlikova              |
| 6 | 2 janvier    | Meilen     | Jolanda Neff    | Christine Majerus | Sina Frei              | Pavla Havlikova              |

### Classement général
| Position | Coureur                | Points |
| -------- | ---------------------- | ------ |
| 1        | Pavla Havlikova        | 443    |
| 2        | Jasmin Egger-Achermann | 390    |
| 3        | Rebecca Gariboldi      | 322    |
| 4        | Magdalena Sadłecka     | 294    |
| 5        | Lara Krähemann         | 290    |
| 6        | Noemi Rüegg            | 286    |
| 7        | Jolanda Neff           | 280    |
| 8        | Svenja Wüthrich        | 264    |
| 9        | Lucie Chainel          | 222    |
| 10       | Zina Barhoumi          | 220    |